# 肩甲骨
肩甲骨（けんこうこつ、英名: shoulder blade、羅名: scapula、pl. scapulae、肩胛骨とも）は、四肢動物の肩帯を構成する骨の一つである。日本語で「かいがらぼね」「かいがね」ともいった。
ヒトの肩甲骨は肩に一対あり、後方から肋骨を覆っている三角形状をした大型の骨である。

## 構造

### 表面

#### 肋骨面 (前面)
肋骨面あるいは前面（図1）は凹面になっていて、肩甲下窩（けんこうかか）と呼ばれる。
肩甲下窩の内側3分の2には、外側に向かって斜めに上行する数本の稜線が走る。この稜線からは肩甲下筋腱が起始して、稜線の間は貝殻面状になっている。肩甲下窩の外側3分の1は滑らかで肩甲下筋の線維に覆われている。
| \| |
| 図1 : ヒト左肩甲骨の肋骨面。1.肩甲下窩 2.外側角および 関節窩 3.烏口突起 4.肩峰 5.上縁 6.肩甲切痕 7.上角 8.内 側縁 9.下角 10.外側縁 11.関節下結節           |
| \| |
| 図2 : ヒト左肩甲骨の背側面。1.棘上窩 2.肩甲棘 3.棘下窩 4.上縁 5.上角 6.内側縁 7.下角 8.外側縁 9.外側角 10.肩峰 11.烏口突起 12.大円筋起始部 13.小円筋起始部 |
| \| |
| 図3 : ヒト左肩甲骨の外側面 |

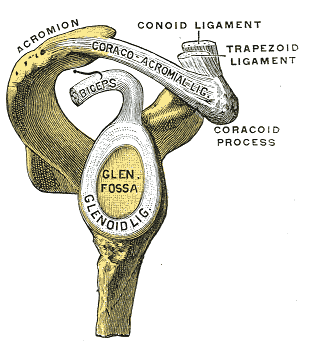
浅く窪んだ関節窩の周囲を取り囲むように関節唇と呼ばれる組織があり（上図GLENOID LIG.とある部分）、上腕二頭筋の腱と繋がっている

肩甲下窩の上部には陥凹部が横走し、ここから骨が直角に立ち上がっているように見え、関節窩まで続いている。この構造がしっかりとした角を形成しており（肩甲下角と呼ばれる）、アーチ型のこの構造によって肩甲骨は脊柱と肩峰を支えられるだけの力を生み出している。

#### 背側面（後面）
背側面（図2）は上下方向にアーチを形成しており、肩甲棘（けんこうきょく）によって不等に二分される。肩甲棘より上方を棘上窩（きょくじょうか）、下方を棘下窩（きょくかか）という。
- 棘上窩は上方のより狭い部分で滑らかな凹面をなし、脊椎側が上腕骨側よりも広い。内側3分の2は棘上筋の起始部である。
- 棘下窩は棘上窩よりもかなり広く、上部では脊椎側の縁にかけてかすかな凹面をなしているが、中央部では明らかに凸面となり、腋窩に近い縁では深い溝が上部から下部に向かって走行している。棘下窩の内側3分の2は棘下筋の起始部であり、外側3分の1は棘下筋に覆われている。

背側面で目立つ構造は腋窩側の縁にある隆起で関節窩下部から下方に、また脊椎側縁にむけて内側方向に走行し、下角の約2.5cm上方の部分まで達している。この隆起には線維性の隔壁が付着し、棘下筋と大円筋および小円筋を分離している。
この隆起と腋窩側の縁（内側縁）にはさまれた部分のうち上方3分の2は細長く、その中央には肩甲骨回旋動静脈がはしり、またここは小円筋の起始部になっている。
その下3分の1の部分はやや広い三角形の形をしており、大円筋起始部である。またその上を広背筋が走行しており、しばしば広背筋のうちのある線維はこの部分に起始部がある。
この腋窩側のせまい上下二つの部分は腋窩縁から下方・内側方へ斜行する隆起によって隔てられ、この隆起にも線維隔壁が付着していて大円筋と小円筋を分離している。

### 周縁
肩甲骨には三つの周縁がある。
- 上縁は最も短く薄い。凹面で上角から烏口突起まで続いている。ヒト以外の動物では頭側縁に相当する。
- 腋窩側縁あるいは外側縁は最も厚い。関節窩の下縁に始まり、斜め下方・後方に走り下角に終わる。動物では尾側縁に相当する。
- 脊椎側縁あるいは内側縁は最も長く、上角から下角に続く。動物の背側縁に相当する。

### 肩峰
肩峰（けんぽう）は肩の最も上の部分となる大きくやや三角型あるいは楕円形の突起である。前方に行くにつれ平たくなり、関節窩を覆うかのように始めは外側に、やがて前方および上方に曲面を描いている。

## 発生
肩甲骨の大部分は膜性骨化によって形成される。周囲の部分には出生時には軟骨であり、その後軟骨内骨化によって形成されるものがある。
突起や骨の厚い部分は内部に海綿骨組織を含むが、その他の部分は緻密骨の薄い層のみで形成されている。
棘上窩の中央部および棘下窩の上部、特に前者はヒトでは通常非常に薄く半透明になっていて、時として骨が欠失し、隣接する筋群が線維組織のみで隔てられていることもある。

## 肩甲骨と関節する骨

肩甲骨の位置（赤い部分）

肩甲骨肩峰が鎖骨と関節し肩鎖関節をなし、上腕骨と関節し肩関節をなす。

## 肩甲骨から起始する筋
- 棘下筋
- 棘上筋
- 肩甲下筋
- 肩甲舌骨筋
- 広背筋
- 三角筋
- 小円筋
- 上腕三頭筋（長頭）
- 上腕二頭筋（短頭）
- 上腕二頭筋（長頭）
- 大円筋
- 烏口腕筋

## 肩甲骨に停止する筋肉
- 肩甲挙筋
- 小胸筋
- 小菱形筋
- 前鋸筋
- 僧帽筋
- 大菱形筋